# Joé Descomps-Cormier

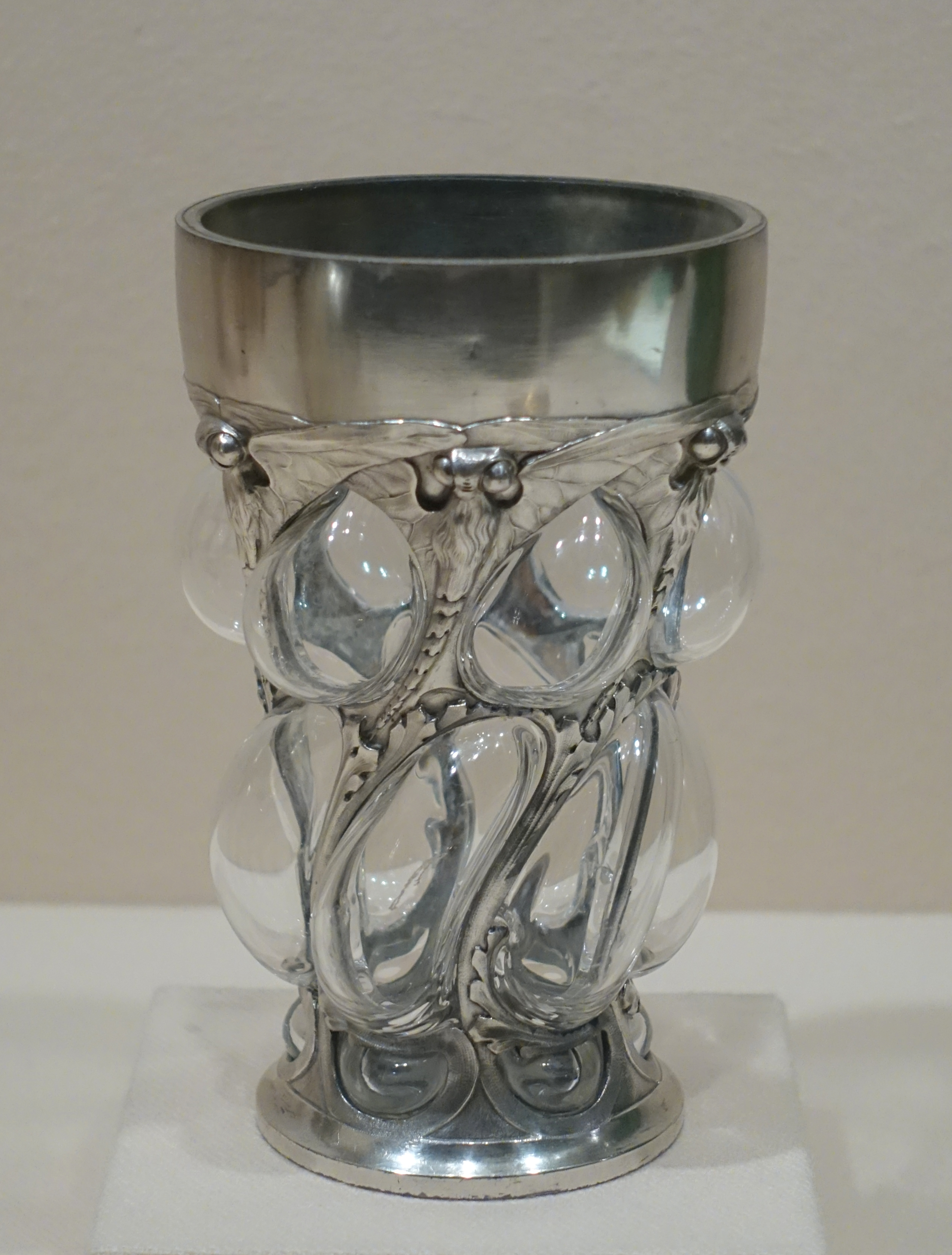
Ausstellung im Metropolitan Museum of Art - New York City

Joseph Jules Emmanuel Descomps, bekannt als Joé Descomps-Cormier oder Cormier (* 18. Januar 1869 in Clermont-Ferrand, Frankreich; † 24. April 1950 in Paris, Frankreich) war ein französischer Bildhauer und Goldschmied.

## Leben
Descomps war Schüler von Louis-Auguste Hiolin und Alexandre Falguière. Der Bildhauer, Graveur und Goldschmiedemeister lebte und arbeitete in La Charité-sur-Loire im Département Nièvre.
Seit 1883 war Descomps Mitglied in der Société des Artistes Français. Er stellte seine Arbeiten von 1891 bis 1937 auf deren Salons des Artistes Français aus. 1898 erhielt er hier ein mention honourable und gewann 1900 und 1921 den dritten Preis, 1925 den zweiten und 1928 den ersten Preis. Er zeigte seine Werke auch auf dem Salon der Société du Salon d’Automne und Salon des Tuileries. Durch Vermittlung von Falguière stellte er in Chicago aus. 1924 nahm er an den Olympischen Sommerspielen 1924 in den Wettbewerben für Bildhauerkunst/Plastiken teil.
Die Stadt Paris und ihre Museen kaufte einige seiner Arbeiten, darunter Pandora (Musée Galliera), Danaide (Musée du Luxembourg), Artémis (Musée du Petit Palais) und Le Baiser de Judas (Staat Frankreich, 1906), Nymphe et Satyre (Stadt Paris, 1917) und Enfance de Bacchus (Stadt Paris, 1928). Descomps’ Akt Femme au Lotus stand im Pavillon der französischen Botschaft auf der Exposition internationale des Arts Décoratifs et industriels modernes.
Er kreierte auch dekorative Gegenstände im Jugendstil, in den 1920er Jahren dann Statuetten im Stil des Art déco aus Elfenbein, Chryselephantin und Metall, die von den Bildgießereien Edmond Etling und Barbedienne gefertigt wurden. Seine Goldschmiedearbeiten vertrieb er unter anderem durch das Juwelierhaus Boucheron in Paris.
Nach dem Ersten Weltkrieg signierte er seine Arbeiten mit Cormier. Am 3. April 1929 wurde er zum Mitglied der Ehrenlegion ernannt.

## Werke (Auswahl)
- Bacchante fuyante
- Jeune fille assise
- Le Vent
- Jeune Prêtresse
- Nu au manteau
- Une jeune femme nue
- Femme et enfant
- Cléopâtre
- Le Marquis
- Candide
- L'Aurore
- Jeune femme au drapé
- Venus et cupid
- Tarantella
- Faune courant
- Egyptienne debout
- Danseuse orientale au masque
- Une danseuse russe en costume finement ouvragé
- Le réveil de la Bacchante
- Deux femmes drapées à l'antique